# 엠파스
엠파스(empas)는 대한민국의 종합 인터넷 검색 툴이자 웹 포털 사이트였다. 엠파스(empas)는 'e-media'와 'compass'의 합성어로 디지털시대의 나침반을 뜻한다. 엠파스의 최초 전략은 자연어 검색이었으나 2005년부터 해당 관계자가 동종 업계로 옮겨가면서 검색의 내용이 바뀌었다. 2009년 2월 28일 네이트와 통합되었다.

## 주요 연혁
- 1996.09. ㈜지식발전소 법인설립
- 1999.11. 자연어 검색 엠파스 베타서비스 진행
- 1999.12.01 엠파스 정식서비스 오픈[1][2]
- 2000.12. 엠파스 메일 오픈
- 2003.09. 엠파스 블로그 오픈
- 2003.11. ㈜지식발전소 코스닥 등록
- 2004.07. 엠파스 랭킹 오픈[3]
- 2005.01. 중일 웹검색 시장 진출
- 2005.03. ㈜지식발전소를 ㈜엠파스로 사명 변경 및 CI 선포
- 2005.06. 열린 검색, 열린 블로그, 동영상 검색 오픈
- 2005.11. 스타 유명인 인물 관계 검색 오픈
- 2006.01. 데스크톱 검색 오픈
- 2006.05. 엠파스 지역밀착형 검색 오픈
- 2006.07. 엠파스 리뷰 독립 오픈[4]
- 2006.09. 한국형 웹 문서 검색 서비스 오픈
- 2006.09. 창립 10주년
- 2006.10. SK의 주식매입으로 SK커뮤니케이션즈에 인수됨.
- 2007.08. 엠파스 책 오픈[5]
- 2007.5. 엠파스 웹 사이트, SK커뮤니케이션즈와 검색 서비스 통합.
- 2007.11. 에스케이커뮤니케이션즈㈜와 ㈜엠파스 합병. ㈜엠파스, 에스케이커뮤니케이션즈㈜로 상호 변경. 기존 에스케이커뮤니케이션즈㈜는 ㈜엠파스에 인수되어 폐업.
- 2009.02.28 엠파스 웹 사이트 서비스 종료 (新 네이트와 통합)

## 열린 검색 논란
2005년에 엠파스는 '열린 검색'이라는, 다른 포털 사이트의 데이터를 모두 같이 검색할 수 있는 서비스를 열었다. 하지만 엠파스에서 다른 포털 사이트의 데이터를 모을 때에 검색 로봇에게 권고되는 로봇 배제 표준을 어겼다는 비판이 나왔다. 네이버 지식in 서비스를 운영하는 NHN에서는 엠파스의 이러한 검색 서비스에 대한 반감을 표시했고, 나중에는 지식in의 주소 체계를 변경하면서 열린 검색에서의 접근이 막히는 일도 일어났다.
그러나 엠파스검색 사용자의 경우 네이버지식에 장난 치는 답변도 많고 하여 네이버지식 검색 안 되고 지식브레인제도가 있는 엠파스지식 검색만 되게 해 달라는 목소리도 많이 있었다. SK에 의해 폐쇄 되어 네이트지식이 된 후에는 사용자가 급속도로 감소하여 지식 자체가 폐쇄 되었다.

## 같이 보기
- 네이트 지식
- 네이트